# Piscola
La Piscola és un còctel molt popular a Xile, que consisteix en la combinació de Pisco amb beguda de cola, generalment Coca-Cola.
Des de 2003, el 8 de febrer s'ha celebrat a Xile el «dia nacional de la piscola», una data establerta pels productors pisquers nacionals com a mesura per a la promoció del pisc xilè.